# Markku Koski
Markku Olavi Koski (Sievi, 15 de octubre de 1981) es un deportista finlandés que compitió en snowboard, especialista en las pruebas de halfpipe, big air.
Participó en tres Juegos Olímpicos de Invierno, en la prueba de halfpipe, obteniendo una medalla de bronce en Turín 2006, el sexto lugar en Vancouver 2010 y el octavo en Salt Lake City 2002.
Ganó una medalla de oro en el Campeonato Mundial de Snowboard de 2009, en la prueba de big air.

## Medallero internacional
| Juegos Olímpicos   | Juegos Olímpicos           | Juegos Olímpicos  | Juegos Olímpicos |
| Año                | Lugar                      | Medalla           | Competición      |
| ------------------ | -------------------------- | ----------------- | ---------------- |
| 2006               | Turín (Italia)             | Medalla de bronce | Halfpipe         |
| Campeonato Mundial |                            |                   |                  |
| Año                | Lugar                      | Medalla           | Competición      |
| 2009               | Hoengseong (Corea del Sur) | Medalla de oro    | Big air          |